# Dedopliscqaro
Dedopliscqaro (gruzínsky დედოფლისწყარო), též psáno formou Dedoplis Cqaro, je administrativním střediskem okresu Dedopliscqaro v kraji Kachetie na východě Gruzie při hranici s Ázerbájdžánem.

## Poloha
Dedopliscqaro leží asi 120 km vzdušnou čarou východojihovýchodně od hlavního města Tbilisi a 75 km jihovýchodně od krajského města Telavi, na jihovýchodním konci pohoří Gombori (gruzínsky გომბორის ქედი, Gomboris kedi) procházejícího Kachetií mezi širokým údolím řeky Alazani na severovýchodě a náhorní plošinou jíž protéká řeka Jori na jihozápadě. Bezprostředně jižně od Dedopliscqaro dosahuje pohoří Gombori vrcholem Nikoras ciche nadmořskou výšku 1001 m, než přejde v jihovýchodním směru pozvolna do stepi Širaki, která se táhne až k řece Alazani tvořící v jejím dolním toku státní hranici s Ázerbájdžánem.
V severovýchodím směru je Alazani a hranice s Dagestánem vzdálená necelých 20 km.

## Historie
Sídlo bylo poprvé zmíněno ve středověku za vlády krále Davida IV. Budovatele kolem roku 1100 jako vojenská posádka. Název Dedopliscqaro, v gruzínském překladu Královnin pramen se podle pověsti vztahuje ke královně Tamaře Gruzínské, která vládla kolem roku 1200.
Po připojení Kachetie k Ruskému impériu v roce 1801 zřídila carská ruská armáda roku 1803 u Dedopliscqara opěrný bod, který měl sloužit k obraně proti dagestánským rebelům, a Depliscqaro přejmenovala na ruský název Carskie Kolodcy (rusky Царские Колодцы, Carský pramen).
V roce 1869 nechali němečtí podnikatelé Carl Heinrich von Siemens a Werner von Siemens poblíž vesnice zřídit rafinerii na zpracování nedaleko nalezené ropy, která však byla v provozu jen několik let.
Dedopliscqaro zůstalo důležitým vojenským opěrným bodem a i za krátké doby nezávislosti Gruzínské demokratické republiky (1918 - 1921) zde sídlila silná vojenská posádka. Při invazi sovětské Rudé armády pak došlo 18. února 1921 k těžkým bojům.
Sovětské úřady přejmenovaly sídlo na Citelcqaro (gruzínsky წითელწყარო, v překladu Rudý pramen). Ruská forma názvu byla nejprve Krasnye Kolodcy (rusky Красные Колодцы, v překladu Rudý pramen), ve 30. letech 20. století se začal používat gruzínské formě přizpůsobený název Citeli-Ckaro (rusky Цители-Цкаро). Sídlo se stalo správním střediskem rajónu a zprvu získalo statut sídlo městského typu. Statut města získalo v roce 1963.
V roce 1991 byl městu vrácen původní název Dedopliscqaro.
Vývoj obyvatelstva
| Rok  | Počet obyvatel |
| ---- | -------------- |
| 1959 | 8.492          |
| 1970 | 9.026          |
| 1979 | 9.460          |
| 1989 | 10.249         |
| 2002 | 7.628          |
| 2009 | 7.300          |
| 2014 | 5.940          |

## Kultura a pozoruhodnosti
Nedaleko města se nachází ruiny středověké pevnosti Chornabudži (gruzínsky ხორნაბუჯი). Ve městě je vlastivědné muzeum. Na území okresu, asi 40 km jihovýchodně, se rozkládá Národní park Vašlovani.

## Hospodářství
Nedaleko od města se teží a zpracovává vápenec. Ve městě jsou výrobny potravinářského a lehkého průmyslu.
Město je konečnou stanicí v roce 1951 otevřené železniční tratě, která východně od Kačreti odbočuje z tratě Tbilisi - Telavi. Místní silnice do Dedopliscqara odbočuje v Chalaubani nedaleko Signagi ze státní silnice S 5, která spojuje Tbilisi s Ázezerbájdžánem u Lagodechi a prochází podél jižního hřbetu pohoří Gombori.